# سالي حجازي
سالى حجازى هي كاتبة مصرية تخصصت في كتابة الأدب الساخر، والرواية الفكاهية.

## أعمالها ومؤلفاتها
كتبت سالى حجازى العديد من المؤلفات التي تنوعت بين الرواية الطويلة، والقصة القصيرة، والمقالات، ومنها:
- منديل بـ تِرتِر (شعر): صدر عام 2016 عن الهيئة المصرية العامة للكتاب بالقاهرة.
- حراق إصبعه (رواية): صدرت عام 2018 عن دار كتبنا للنشر والتوزيع بالقاهرة.[1]
- ميكروفون (مقالات): صدر عام 2021 عن دار كتبنا للنشر والتوزيع بالقاهرة.[2][3]